# يوتاكا بابا
يوتاكا بابا (باليابانية: 馬場 悠) (4 أكتوبر 1986 في نارا في اليابان – )؛ هو لاعب كرة قدم ياباني سابق كان يلعب كمدافع.

## وصلات خارجية
- يوتاكا بابا على موقع رابطة كرة القدم اليابانية للمحترفين (اليابانية)
- يوتاكا بابا على موقع قاعدة بيانات كرة القدم.إي يو (الإنجليزية)
- يوتاكا بابا على موقع Soccerway.com (الإنجليزية)